# قائمة البعثات الدبلوماسية في سوريا
هذه قائمة بالبعثات الدبلوماسية في سوريا. بعد اندلاع الحرب الأهلية السورية، أغلقت العديد منها، وسحب سفرائها، أو تم نقلها مؤقتا إلى بيروت.

## سفارات

### دمشق
- أبخازيا
- أفغانستان
- الجزائر
- أرمينيا
- بيلاروس
- البحرين
- بلغاريا
- تشيلي
- جمهورية الصين الشعبية
- كوبا
- مصر
- إرتريا
- الكرسي الرسولي
- المجر
- الهند
- إندونيسيا
- إيران
- العراق
- كوريا الشمالية
- الكويت
- لبنان
- موريتانيا
- المغرب
- نيجيريا
- عُمان
- باكستان
- فلسطين
- الفلبين
- روسيا
- الصومال
- جنوب إفريقيا
- تركمانستان
- أوكرانيا
- الإمارات العربية المتحدة
- فنزويلا
- اليمن
- الأردن

#### مغلقة بسبب الحرب
- الأرجنتين [أغلقت السفارة في 9 أغسطس 2012 تقريبا.] (نقلت مؤقتا إلى بيروت).[1]
- أذربيجان [أغلقت في 7 أغسطس 2012، ونقلت مؤقتا إلى بيروت]
- بلجيكا [سحبت السفير في 7 فبراير 2012] [أغلقت السفارة في 29 مارس 2012 ][2][3]
- البرازيل [أغلقت السفارة في يوليو 2012] (نقلت مؤقتا إلى بيروت)
- كندا [أغلقت السفارة في 5 مارس 2012]
- قبرص [أغلقت السفارة في عام 2012][4]
- جمهورية التشيك [ التي تستضيف أيضا قسم رعاية المصالح الأمريكية.]
- الدنمارك [بسبب الوضع الأمني في دمشق، يعمل موظفو السفارة حاليا في السفارة الدنماركية في بيروت ].
- فنلندا [أغلقت السفارة في 20 مارس 2012]
- فرنسا [أغلقت السفارة في 2 مارس 2012] [السفير سحب في 7 فبراير 2012 ][3]
- ألمانيا [أغلقت السفارة][5]
- اليونان [أغلقت السفارة في يوليو 2012 ][6]
- إيطاليا [أغلقت السفارة][7]
- اليابان [أغلقت السفارة في 8 مارس 2012][8]
- ليبيا [أغلقت السفارة في 9 فبراير 2012][9]
- ماليزيا [أغلقت السفارة في يوليو 2012][10]
- هولندا [السفير سحب في 7 فبراير 2012 ][3]
- النرويج [أغلقت السفارة في 26 مارس 2012 ][11]
- بولندا [أغلقت السفارة في يوليو 2012][12]
- قطر [السفير سحب في فبراير 2012][13]
- رومانيا [تم تخفيض عدد الموظفين الدبلوماسيين في البداية، ثم نقلهم إلى بيروت في 7 ديسمبر 2012 لأسباب أمنية، ولكن المساعدة القنصلية لا تزال متاحة في السفارة في دمشق، ولم يسحب السفير حاليا (يوليو 2013)][14]
- السعودية [أغلقت السفارة في 15 مارس 2012]
- صربيا (نقلت مؤقتا إلى بيروت)
- سلوفاكيا [انتقلت مؤقتا إلى بيروت في 29 مارس 2012، وانتقلت بشكل دائم إلى بيروت في عام 2015][15][16][17]
- إسبانيا [سحبت السفير في 7 فبراير 2012][3]
- السويد (نقلت مؤقتا إلى بيروت)
- سويسرا [أغلقتا السفارة في 15 فبراير 2012][18]
- تونس [السفير سحب في فبراير 2012][13]
- تركيا [أغلقت السفارة في 26 مارس 2012][19][20]
- المملكة المتحدة [أغلقت السفارة في مارس 2012][21] [السفير سحب في 7 فبراير 2012][3]
- الولايات المتحدة [توقفت السفارة عن العمل وأغلقت لخدمة القنصلية العادية في 6 فبراير 2012، ممثلة في إدارة المصالح في السفارة البولندية، حتى إغلاق السفارة البولندية. منذ 1 مارس 2013، كان قسم الاهتمام الأمريكي يعمل من خلال حكومة الجمهورية التشيكية عبر سفارتها في دمشق. خدمات الطوارئ فقط متاحة لمواطني الولايات المتحدة. لا يمكن إصدار جوازات السفر الأمريكية أو التأشيرات الأمريكية في دمشق].[22]
- النمسا (نقلت مؤقتا إلى بيروت) [23]

## البعثات / المكاتب في دمشق
- الاتحاد الأوروبي (وفد)
- الجمهورية العربية الصحراوية الديمقراطية (وفد عام)

### حلب
- أرمينيا القنصلية العامة
- كندا القنصلية العامة [أغلقت القنصلية]
- فرنسا قنصلية [أغلقت القنصلية في 2 مارس 2012 ]
- ألمانيا القنصلية العامة [أغلقت القنصلية]
- إندونيسيا القنصلية العامة
- إيران القنصلية العامة
- إيطاليا القنصلية العامة [أغلقت القنصلية]
- البرتغال القنصلية العامة [أغلقت القنصلية]
- روسيا القنصلية العامة
- تركيا القنصلية العامة [أغلقت القنصلية في 26 مارس 2012]

## السفارات غير المقيمة
- بنغلاديش (القاهرة)
- كولومبيا (بيروت)
- آيسلندا (ستوكهولم)
- لاوس (برلين)
- جزر المالديف (الرياض)
- المكسيك (القاهرة)
- نيكاراغوا (طهران)
- باراغواي (بيروت)
- سلوفاكيا (بيروت)[24]
- تنزانيا (القاهرة)[25]
- فيتنام (القاهرة)